# 横浜市立城郷小学校
横浜市立城郷小学校（よこはましりつ しろさとしょうがっこう）は、神奈川県横浜市港北区鳥山町にある公立小学校。

## 概要
横浜市港北区の城郷地区に立地する。1900年（明治33年）に橘樹郡城郷村立城郷高等小学校として設立。2020年（令和2年）には創立120周年を迎えた、長い歴史を持つ小学校である。
なお、1947年（昭和22年）に開校した横浜市立城郷中学校は、開校当初は本校に併設されており、1948年12月に現在地の港北区小机町へ移転している。
学校教育目標は「ともに学び　よりよい生き方を見つけだす　しろさとっ子」。

### 通学区域について
「城郷地区」とは、1927年（昭和2年）まで存在した橘樹郡城郷村の旧村域にあたり、横浜市へ編入される際に神奈川区の一部となった。のちに神奈川区から港北区が分区される際に、旧村域の9地区のうち、小机・鳥山・岸根の3地区は港北区へ移管され、三枚橋・下菅田・羽沢などは神奈川区に残されて分かれた。こうした歴史的経緯があるため、港北区に所在する学校であるが、通学区域には神奈川区三枚町の町域の一部を含む。また1975年の区画整理により港北区内に新設された新横浜に鳥山町・岸根町の一部が編入されたため、新横浜の町域の一部も通学区域に含まれた。

## 沿革
- 1900年（明治33年）6月22日[1] - 橘樹郡城郷村立高等城郷小学校として開校[2]。
- 1927年（昭和2年）
  - 4月1日 - 城郷村が横浜市に編入され、同日付で廃止。
  - 10月1日 - 旧城郷村の村域が神奈川区の一部となる。
- 1939年（昭和14年）4月1日 - 神奈川区から分区して港北区を新設、横浜線沿線の小机・鳥山・岸根の3町を港北区へ移管。
- 1947年（昭和22年）
  - 4月1日 - 学制改革により、横浜市立城郷小学校へ改称[2]。
  - 7月1日 - 横浜市立城郷中学校が開校、本校に併設。
- 1948年（昭和23年）12月 - 本校に併設されていた城郷中学校が小机町へ移転。
- 1960年（昭和35年）
  - 3月 - 校歌制定[2]。
  - 10月 - 創立記念日を制定[2]。
- 1970年（昭和45年）3月 - 創立70周年記念事業として校旗を復元[2]。
- 1980年（昭和55年）7月 - 創立80周年記念事業として植樹を行う[2]。
- 1990年（平成2年）10月 - 創立90周年記念式典を開催[2]。
- 2000年（平成12年）11月 - 創立100周年記念式典・祝賀会を開催[2]。
- 2010年（平成22年）11月 - 創立110周年記念式典・祝賀会を開催[2]。
- 2020年（令和2年）6月 - 創立120周年を迎える[1]。

## 通学区域
- 横浜市神奈川区
  - 三枚町1番地から197番地まで[5]

- 横浜市港北区
  - 鳥山町、岸根町（全域）[5]
  - 新横浜一丁目1番地から4番地まで、12番地から18番地まで、21番地から31番地まで、新横浜二丁目9番地から11番地まで、17番地から20番地まで、23番地、24番地[5]

## 進学先中学校
通学区域のうち大半は城郷中学校の学区となるが、新横浜の町域は篠原中学校、神奈川区三枚町の町域は六角橋中学校の学区となる。
- 横浜市立城郷中学校
  - 城郷小学校区域のうち、下記以外の町域[5]
- 横浜市立篠原中学校[6]
  - 城郷小学校区域のうち、新横浜一丁目1番地から4番地まで、12番地から18番地まで、21番地から31番地まで、新横浜二丁目9番地から11番地まで、17番地から20番地まで、23番地、24番地[5]
- 横浜市立六角橋中学校
  - 城郷小学校区域のうち、三枚町1番地から197番地まで[5]

## 学校周辺
- 横浜鳥山北郵便局
- 小机駅
- 横浜国際総合競技場（日産スタジアム）
- 横浜市立小机小学校[7]

## 著名な卒業生
- 石川さゆり

## 交通
- JR横浜線小机駅下車、徒歩8分[1]
- 横浜市営バス 39系統「鳥山」下車、 徒歩2分[1]